# Бруно Кельнський
Бруно Кельнський (1030 — 6 жовтня 1101) — святий католицької церкви, німецький аристократ, церковний діяч, богослов, засновник Ордену картезіанців.

## Життєпис

### Боротьба з архієпископом
Народився у Кельні в аристократичній родині Ґардефуст. Отримав ім'я на честь батька. Замолоду навчався спочатку у Кельнській церковній школі, а згодом у Реймській. У Реймсі його у 1055 році висвятили на священника, у 1056 році став пріором місцевого собору. На цій посаді відстоював інтереси католицької церкви перед світською владою. Активно брав участь у диспутах щодо інвеститури, підтримував Григоріанську реформу у католицькій церкві. На цій підставі у нього виникнув конфлікт з архієпископом Реймським Манасієм I, тому незабаром Бруно був змушений утікати з міста. Він на деякий час знайшов притулок у бенедиктинському монастирі поблизу міста Молема. Згодом при підтримці прихильників папи римського Григорія VII у 1075 році Бруно став канцлером Реймського діоцезу, водночас також домігся усунення архієпископа Реймського з посади. Втім, остаточно його переміг у 1080 році, коли Манасій змушений був утікати до імператора Генріха IV — ворога папи римського.

### Церковна кар'єра
У 1084 році Бруно залишив усі справи й усамітнився в монастирі Сан-Фонтен поблизу Гренобля. Почувши про прибуття сюди Бруно, монастир почали поповнювати його учні та прихильники, тому він вирішив заснувати нову обитель. В цьому йому допоміг Уго, єпископ Гренобля. Бруно отримав землі у місцевості Шартрез (або Картез), від чого походить назва монастиря (Велика Шартреза), а в майбутньому всього Ордена картезіанців.
Після того, як новим папою римським у 1088 році став його колишній учень Одо де Лажері, який взяв ім'я Урбан II, Бруно Кельнського викликали до Рима. 1190 року він стає архієпископом Реджо-ді-Калабрія, особистим радником папи римського. На цій посаді він продовжує розбудову Ордену картезіанців. Засновує ще один монастир — у Калабрії, що отримав назву Святого Стефана. У 1092 році Бруно добровільно зрікся усіх своїх посад та усамітнився у нещодавно заснованому монастирі Сан-Стефано, де помер 6 жовтня 1101 року.
Бруно Кельнського канонізували в 1623 році.

## Праці
Під час диспутів з ворогами папи римського та всієї григоріанської реформи Бруно Кельнський написав декілька праць з богослів'я. Найбільш відомі — «Тлумачення на псалми» та «Тлумачення на послання апостола Павла».